# Бонте, Фридрих
Фридрих Бонте (нем. Friedrich Bonte, 19 октября 1896, Потсдам, Пруссия, Германская империя — 10 апреля 1940, Нарвик, Нурланн, Норвегия) — немецкий военно-морской офицер, капитан-командор кригсмарине. Кавалер Рыцарского креста Железного креста.

## Биография
1 апреля 1914 года вступил на службу в Кайзерлихмарине, прошёл подготовку на борту большого (бронепалубного) крейсера «Винета». Участник Первой мировой войны . Служил на линейных крейсерах «Дерффингер» (с 1 сентября 1914), «Лютцов» (с 8 августа 1915 по 1 июня 1916 года), «Зейдлиц» (июнь 1916 — июнь 1918, сентябрь — ноябрь 1918). Окончил навигационные курсы в Мюрвике (1918).
19 ноября 1918 года переведен на Линкор «Маркграф». Вместе с экипажами кораблей, которые сдались на условиях капитуляции британцам, 22 июня 1919 года был интернирован. 31 января 1920 года — освобождён. С марта 1920 года служил во 2-й морской бригаде 1-й флотилии. С 1 апреля 1923 года — офицер военно-морского училища в Мюрвике. С 26 сентября 1924 года — командир миноносца. 30 сентября 1927 года назначен на учебный корабль «Берлин», а 28 марта 1929 года был переведен на военно-морскую станцию "Остзее", в апреля 1931 года — в командование разведывательными силами. С 1 октября 1931 года — адмирал-штаб-офицер в штабе командующего разведывательными силами. С 16 марта 1933 года — 1-й адъютант начальника военно-морской станции «Остзее». С 4 октября 1938 года — командир миноносца, с 29 июня 1937 года — во 2-й дивизии эсминцев.
1 ноября 1938 года возглавил 2-ю флотилию эскадренных миноносцев кригсмарине. 26 октября 1939 года назначен командующим эскадренными миноносцами.
Участник Второй мировой войны. В 1940 году принимал участие в Датско-норвежской операции.
Не оставляя поста командующего эсминцами, был назначен командиром 1-й боевой группы кригсмарине (10 миноносцев, флагман — эскадренный миноносец «Z-21 Wilhelm Heidkamp»), осуществлявшей операции в районе Нарвика в Норвегии. Вступив в бой с норвежскими и английскими ВМС, боевая группа Бонте потопила норвежские броненосцы береговой обороны «Айдсвольд» и «Норге», а также английский флагманский эсминец «Хантер».
10 апреля в 05:35 утра в гавани Нарвика «Z-21 Wilhelm Heidkamp» получил попадание торпеды с британского эсминца «Харди» в район кормовой части. Из-за нанесённых повреждений утром 11 апреля перевернулся и затонул. Потери составили 83 человека. Ф. Бонте погиб в бою вместе с флагманом. Кроме того, погиб миноносец «Антон Шмитт», а ещё один миноносец получил настолько тяжелые повреждения, что впоследствии мог быть использован только в качестве береговой батареи. До 10 апреля из 10 миноносцев только 2 сохранили полную боеспособность.

## Звания
- Морской кадет (1 апреля 1914)
- Фенрих-чур-зее (23 декабря 1914)
- Лейтенант-чур-зее (13 июля 1916)
- Обер-лейтенант-чур-зее (28 сентября 1920)
- Капитан-лейтенант (1 апреля 1926)
- Корветтен-капитан (1 сентября 1933)
- фрегаттенкапитан (1 апреля 1937)
- Капитан-чур-зее (1 апреля 1939)
- Коммодор (1 ноября 1939)

## Награды
- Железный крест 2-го и 1-го класса
- Почётный крест ветерана войны с мечами (24 октября 1935)
- Медаль «За выслугу лет в вермахте» 4-го, 3-го, 2-го и 1-го класса (25 лет 2 октября 1936) — получил 4 награды одновременно.
- Командорский крест венгерского Ордена Заслуг (20 августа 1938)
- Почётная пряжка к Железному кресту 1-го и 2-го класса (1939)
- Нагрудный знак эсминца
- Дважды отмечен в Вермахтберихт
- Рыцарский крест Железного креста (17 октября 1940; посмертно)
- Щит «Нарвик» в золоте (посмертно).